# Верхній Регеж
Верхній Реге́ж (рос. Верхний Регеж, марій. Кӱшыл Регеж) — присілок у складі Куженерського району Марій Ел, Росія. Входить до складу Юледурського сільського поселення.

## Населення
Населення — 14 осіб (2010; 19 у 2002).
Національний склад (станом на 2002 рік):
- марійці — 100 %